# Sainte-Honorine-la-Guillaume
Sainte-Honorine-la-Guillaume là một xã trong tỉnh Orne, vùng Normandie tây bắc nước Pháp. Xã Sainte-Honorine-la-Guillaume nằm ở khu vực có độ cao trung bình 200 mét trên mực nước biển.

## Biến động dân số
| Năm | 1962 | 1968 | 1975 | 1982 | 1990 | 1999 | 2006 |
| --- | ---- | ---- | ---- | ---- | ---- | ---- | ---- |
| Dân số | 392  | 373  | 322  | 320  | 327  | 330  | 366  |
| From the year 1962 on: No double counting—residents of multiple communes (e.g. students and military personnel) are counted only once. |      |      |      |      |      |      |      |